# Erianthus
Erianthus là một chi thực vật có hoa trong họ Hòa thảo (Poaceae).

## Loài
Chi Erianthus gồm các loài: